# Genèse de la science politique
Pour un article plus général, voir Science politique.
La genèse de la science politique désigne les origines et l'émergence de la science politique comme discipline académique reconnue et légitime au sein du monde académique.

## Aux États-Unis
Aux États-Unis, l'apparition de la science politique comme discipline universitaire est attestée peu avant la Guerre de Sécession par la création de départements et de chaires portant ce nom. En 1857, Francis Lieber fut le premier professeur d'histoire et de science politique à l'Université Columbia. En 1880, Columbia forma la première école de science politique et la discipline fonda l'American Political Science Association en 1904. L'intégration des études politiques d'autrefois au sein d'une discipline unifiée fut un projet qui se poursuivit jusqu'à nos jours, et l'histoire de la science politique a fourni un terreau riche permettant le développement de son aspect normatif comme de son aspect positif, chaque branche partageant des prédécesseurs avec l'autre.
Au cours des années 1950 et 1960, une révolution béhavioraliste, insistant sur l'étude systématique et rigoureuse des comportements des individus et des groupes, balaya la discipline. En même temps que la science politique évoluait vers une plus grande profondeur d'analyse et plus de sophistication, elle a aussi développé une relation de travail plus étroite avec d'autres disciplines, en particulier la sociologie, l'économie, l'histoire, l'anthropologie, la psychologie et la statistique. Les étudiants du comportement politique ont utilisé de façon croissante la méthode scientifique afin de créer une discipline intellectuelle basée sur l'énonciation d'hypothèses suivie de vérifications empiriques, et sur l'inférence de tendances politiques et de généralisations expliquant les actions politiques des individus et des groupes. Au cours de la dernière génération, la discipline a placé de façon croissante l'accent sur la pertinence, l'utilisation d'approches et de méthodologies nouvelles pour résoudre les problèmes politiques et sociaux.

## En France

### Une difficile apparition

#### Conditions nécessaires à l'émergence
Pierre Favre distingue trois grandes conditions nécessaires à l'émergence de la science politique.
1 - Pour qu'une science sociale puisse se saisir d'objets, il faut que ces derniers aient une autonomie suffisante, ce que permettent :
- la division entre économie et politique vers 1776 ;
- la séparation avec la morale, qui débute sans doute à partir du XIIIe siècle, lorsque la religion laisse s'éloigner la politique par le détour du droit, et plus particulièrement à partir de Machiavel ;
- la distinction entre État et société civile grâce à Hegel et à de nombreuses divisions dans la société.
2 - L'apparition d'une administration moderne et la croissance du personnel administratif dans les États entraînent un développement du droit administratif et de la science politique presque simultanément.
3 - Avec l'apparition du suffrage universel en 1848, la participation politique s'élargit considérablement et la discussion politique se généralise.
Le XIXe siècle est marqué par des changements engendrés par l'ère industrielle ; c'est aussi la fin des grandes découvertes, on cherche davantage à comprendre le monde et son fonctionnement.
D'un point de vue plus conjoncturel, en 1870, la défaite de Sedan provoque un profond traumatisme en France et fait apparaître la supériorité de la science allemande. Cette « crise allemande de la pensée française » mène à une remise en cause des élites, et la jeune Troisième République va en partie se construire sur la volonté de rendre à la France une place équivalente à l'Allemagne.

#### L'École libre des sciences politiques
Dans ce contexte favorable, l'intervention d'un homme va avoir une influence déterminante. Émile Boutmy, un écrivain politique libéral et positiviste, est frappé par l'ignorance des questions politiques de l'opinion pendant la Commune. Il souhaite faire mieux comprendre à la génération qui grandit la complexité des questions politiques, et estime que les classes élevées ne peuvent maintenir leur position dominante que si elles savent acquérir les connaissances qui les rendront indispensables.
Ainsi, en 1871, Boutmy crée à Paris l'École libre des sciences politiques, où il lance un programme qui tient à l'affirmation du politique comme lieu d'un savoir positif. Très vite, parallèlement à l'étude de l'Histoire, de diverses Sciences sociales et de certains aspects du Droit, l'École se spécialise dans la préparation aux grands concours, et devient un outil de recrutement et de formation des élites destinées à administrer tant l'État que les grandes entreprises. L'École libre se distingue des facultés de droit, ses seules vraies concurrentes, par la possibilité que lui donne son statut privé de modifier chaque année son programme.
Les tentatives de rivaliser avec cette école se soldèrent par des échecs, à tel point qu'en 1900, elle avait acquis le quasi-monopole de l'enseignement de la science politique et des autres sciences sociales, en l'absence de toute autre école préparant spécifiquement aux concours administratifs, et, à partir de 1945 à celui d'entrée à l'École nationale d'administration.

#### La controverse sur son caractère scientifique
Boutmy va cependant rencontrer quelques difficultés, notamment face aux détracteurs de la science politique qui sont nombreux et influents :
- Pour des auteurs comme Ampère ou Antoine Cournot, la science politique tient une place importante dans la classification des sciences au même titre que les mathématiques. Cette position mènerait à son accueil dans les institutions d'enseignement, à sa diffusion et à son dialogue avec les autres sciences.
- Pour Auguste Comte ou Émile Durkheim, en revanche, la « science politique » n'a pas sa place parmi les sciences. Ce dernier la taxe de « spéculations bâtardes, moitié science et moitié art »[1].

La tendance représentée par Comte l'emportera car il est une référence obligée en matière de sciences sociales, contrairement à Cournot qui n'a qu'une influence limitée. À la fin du XIXe siècle, on cesse à peu près totalement de qualifier les sciences de la société de « sciences politiques », tandis que la désignation de "science politique" ne recouvre plus que l'une des sous-disciplines au sein des études sociales.
L'opposition se répètera au début du XXe siècle avec une rivalité entre Durkheim et les autres sociologues, Durkheim ne trouvant ni ambition ni intérêt à la science politique ; c'est lui qui l'emportera. En cette période, l'École libre de sciences politiques est presque le seul établissement à enseigner la science politique, parmi d'autres matières des sciences sociales.

### Institutionnalisation de la Science politique

#### Apparition dans les universités
Finalement, après avoir passé un demi-siècle à bloquer toute initiative, les facultés de droit constatent la permanence de la Science politique, complément indispensable du Droit constitutionnel (à distinguer des "Sciences politiques", synonymes de "sciences sociales"), et se proclament les mieux placés pour l'enseigner.
Une nouvelle controverse oppose alors Boutmy et certains professeurs de droit. Claude Bufnoir considère que la science politique est une branche du droit, en tant que prolongement du Droit constitutionnel, et qu'elle ne se développera que si des juristes s'en saisissent. Boutmy, au contraire, considère que les "sciences politiques" se fondent sur l'histoire et non sur le droit, et qu'étant essentiellement expérimentales et inductives, elles ne peuvent être efficacement enseignées à partir des sciences juridiques, essentiellement déductives.
Entre 1877 et 1898, une succession de réformes dans les facultés tend à valoriser la science politique ; par exemple, l'enseignement de l'économie politique devient obligatoire, et de nouveaux cours sur les sciences politiques sont créés.
Cette évolution doit être nuancée, car dès 1898, le nouveau doctorat sera modifié pour laisser une place moindre aux sciences politiques au profit du droit public. Petit à petit, l'expression « droit public » se substitue à celle de « sciences politiques ».

#### Consécration de la Science politique
En 1945, l'École libre de sciences politiques fut nationalisée et devint l'Institut d'études politiques de l'Université de Paris ; son patrimoine fut transmis à la nouvelle Fondation nationale des sciences politiques, qui reçut pour mission de développer la science politique en France, ce qu'elle fit en créant notamment la Revue française de science politique, et une Association française de science politique . 

D'autres instituts d'études politiques (IEP) furent créés dans diverses universités, comme à Alger ou à Strasbourg.
Mais finalement, ce fut dans les facultés d'histoire et de Droit que la Science politique allait trouver sa consécration:
- L'un des plus forts axes de diffusion de la Science politique allait résider dans le développements de l'histoire dans les facultés de lettres, dans la mesure où les travaux contemporains purent enfin porter dans une grande mesure, à partir de 1964, sur l'histoire politique contemporaine. Auparavant, en effet, les évènements survenus au cours des 50 années précédentes étaient traditionnellement exclus des recherches historiques. L'histoire devint alors le seul élément de concurrence entre les facultés de Lettres et les instituts d'études politiques.
- L'institutionnalisation de la recherche en Science politique survint simultanément dans les facultés de Droit, au cours des années 1950 et 1960 :

- D'abord par l'introduction de cette matière dans les programmes, de façon distincte du Droit constitutionnel: (Sociologie politique en 1re année, Méthodes des sciences sociales en 3e année, puis Grands problèmes politiques contemporains, dès l'institution de la 4e année de licence en droit, dénommée ultérieurement Maîtrise en droit, sans oublier l'Histoire des Idées politiques comme matière à option).

- Ensuite par la création dans les mêmes facultés de Droit du "Doctorat en Science politique". Ce nouveau doctorat d'État, de même niveau que le Doctorat en Droit et le Doctorat ès Sciences Économiques, fut ouvert non seulement aux licenciés en droit, mais aussi aux diplômés des instituts d'études politiques.

Cette dernière création souleva d'ailleurs le mécontentement de plusieurs enseignants de l'I.E.P. de Paris et de la Fondation, qui n'étant pas tous, eux-mêmes, docteurs, obtinrent la création dans leur établissement d'un "Doctorat d'études politiques" de 3e Cycle. Il décrétèrent, immédiatement, avant que quiconque l'eût soutenu, ce doctorat de 3e Cycle supérieur au Doctorat d'État des Facultés de Droit, et refusèrent à l'époque à ces derniers, l'accès à la Revue Française de Science Politique.

Les docteurs en Science politique ne se laissèrent pas intimider, et créèrent une Association Française des Docteurs en Science Politique, présidée par Joseph Franceschi, futur Secrétaire d'État, et vice-présidée par Yves Maxime Danan, futur professeur à la Sorbonne, pour défendre les intérêts moraux de leurs membres et ceux de la Science politique.
Quoi qu'il en soit, ces créations contribuèrent à donner à la discipline un développement considérable, l'existence des cours, entrainant l'apparition de manuels, de mémoires de recherche et de thèses de doctorat. Toute cette production à finalité pédagogique donna à la Science politique une légitimité et un cadre intellectuel de référence.
Ce fut cette institutionnalisation de la Science politique dans les Facultés d'Histoire et de Droit, qui eût les plus lourdes conséquences, notamment la spécialisation des professeurs et des auteurs. Par exemple, l'un des premiers grands ouvrages de science politique, le Tableau politique de la France de l'Ouest (1913) d'André Siegfried, professeur à l'École libre des sciences politiques, n'allait trouver vraiment un écho qu'après 1945.
Ainsi, la discipline, reconnue et consacrée par de grands auteurs, étant institutionnalisée dans les facultés, seule se pose encore la question discutée de son autonomie.